# 7400 Lenau
A 7400 Lenau (ideiglenes jelöléssel 1987 QW1) a Naprendszer kisbolygóövében található aszteroida. Eric Walter Elst fedezte fel 1987. augusztus 21-én.
Nevét Nikolaus Lenau (1802–1850) osztrák költő után kapta.